# Лядов, Антон Вячеславович
Анто́н Вячесла́вович Ля́дов (род. 16 февраля 1991, Самара, РСФСР, СССР) — российский трэвел-блогер, журналист, автор YouTube-канала The Люди, на котором выходят фактурные документальные видео о жизни людей из разных стран.

## Биография
Родился 16 февраля 1991 года в Самаре, там же и провёл свое детство. Со школьных лет Антон начал изучать английский язык и мечтал быть преподавателем. В 15 лет он уехал в Великобританию, где совершенствовал устную речь в местной семье, а также посещал занятия в Мэлтонском колледже. В 2013 году окончил Московский государственный университет по специальности «международная журналистика».

### Карьера журналиста
После окончания учёбы в МГУ Лядов устроился работать на общероссийский государственный федеральный телеканал «Россия-1». Во Всероссийской государственной телевизионной и радиовещательной компании работал корреспондентом в команде программы «Вести недели» Дмитрия Киселёва и часто ездил в командировки в Европу, страны Востока и СНГ. Освещал ход политического кризиса на Украине в 2014 году. В разные годы работал на телепередаче «Прямая линия с Владимиром Путиным». В 2018 году освещал протесты во Франции.
В 2013—2014 годах в программе «Вести недели» активно освещал события на Украине, оставаясь в Москве. В своих материалах называл украинские силовые подразделения «карателями», а власти Украины — «фашистскими». После катастрофы с малайзийским Boeing 777 над Донецком доказывал, что катастрофу организовал украинский миллиардер Игорь Коломойский, потом что лайнер сбили украинские военные. Позже суд в Нидерландах установил, что самолёт был сбит пророссийскими силами установкой ПВО Бук-М1, привезённой из РФ.
В 2016 году, готовя материал для «Вестей недели» о евроскептиках во Франции, при переводе полностью исказил слова большинства героев материала, чтобы выставить их так, как будто они недовольны руководством страны. Подлог заметили французские журналисты. У одной из героинь материала Лядова на груди висел видеорегистратор, который помог выявить, что русский перевод в сюжете никак не совпадал с оригиналом. Лядов в ответ выпустил ещё один материал, в котором старался доказать, что не врал, но в итоге, как выяснили журналисты «Новой газеты», наврал ещё больше. За подчинённого вступился Дмитрий Киселёв, назвав обман Лядова «заусенцами». Киселёв для защиты Антона Лядова даже пошёл на конфликт со своим приятелем главным редактором «Московского комсомольца» Павлом Гусевым. Позже сотрудник «Вестей» рассказывал, что Антона Лядова «кто-то крышует активно» и что он регулярно искажает информацию в своих материалах, за что даже получил медаль.

### Карьера блогера
Свой YouTube-канал Лядов создал 5 июля 2017 года. Самым первым доступным к просмотру видео на канале было выложено 20 июля 2017 года. В нём Лядов взял интервью у одного из популярных блогеров того времени — Ивангая.

Я давал тогда интервью для канала «Россия-1». <…> Я не хотел давать интервью, я опасался давать тогда интервью. <…> Я тогда боялся отказать человеку с канала «Россия-1» и дал интервью. Обычное интервью, просто посидели, пообщались. <…> Как я удивился, когда увидел это интервью отдельно из какого-то другого ресурса, а не «Россия-1» вообще. Я понял, что этот человечек как бы преследовал другие цели, личные так сказать, и это правильно, он молодец.
— сказал Ивангай в интервью Юрию Дудю
За свою карьеру блогера Лядов выпустил чуть меньше 10 интервью[уточнить] с такими известными личностями как: Моргенштерн, Марьяна Ро, Kizaru, Юлией Самойловой и другими.
28 мая 2019 года на канале Антона Лядова вышло видео, в котором блогер рассказал о политическом и экономическом кризисах в Венесуэле, о бешеной инфляции и массовых протестах. Этим роликом Лядов положил начало рубрике «Как люди живут». Это видео по сей день остаётся самым популярным на канале блогера. За свою карьеру блогера Лядов побывал в таких странах как КНДР, Сомали, Монголия, Республика Корея, ОАЭ, Исландия, Белоруссия, США, Мексика, Канада, Южный Судан, Франция, Ирак, Куба. Блогер путешествует по России и снимает репортажи из разных городов и субъектов Российской Федерации, а также затрагивает в своих видео различные события времён СССР.
11 февраля 2024 года Антон выпустил ролик про интервью Такера Карлсона у Путина, высказав при этом свою личную точку зрения.
Некоторые блогеры-сталинисты обвиняют Антона Лядова в том, что он снимает ложные постановочные материалы так же, как он делал в программе «Вести недели».

## Личная жизнь
Есть дочь Есения.

## Награды
Forbes 30 Under 30
| Год  | Категория   | Результат | Примечания   |
| ---- | ----------- | --------- | ------------ |
| 2021 | Новые медиа | Победа    | [ 1 ] [ 23 ] |